# Bring It on Back
Bring It on Back è un singolo del gruppo musicale australiano Jet.
Il singolo è uscito come secondo estratto dall'album Shine On solo per il Regno Unito(entrando alla posizione 51), anche se è entrato pure nella chart del Giappone. In Italia il brano è entrato alla posizione numero 29 nell'airplay radiofonico.

## Video
All'inizio del videoclip troviamo il cantante Nic Cester su un marciapiede. Poi il video racconta di una relazione avuta con una ragazza. Nic Cester cerca di seguire la ragazza fino a un motel e aprendo la porta la trova con se stesso tornando indietro nei ricordi.

## Curiosità
Il brano è caratterizzato da un'eco sonora che ricorda in tutto e per tutto lo stile dei Beatles e degli Oasis. Molti ritengono che Bring it on Back sia la "gemella" di Wonderwall, canzone degli Oasis.